# Anaeomorpha
Anaeomorpha é um gênero de borboletas neotropicais da família Nymphalidae e subfamília Charaxinae, encontrado no noroeste da América do Sul (na Colômbia, Equador e Peru) e proposto por Rothschild, em 1894, ao nomear sua espécie-tipo: Anaeomorpha splendida. Uma segunda espécie, Anaeomorpha mirifica, foi determinada no ano de 2017 por Mark Simon e Keith R. Willmott, permanecendo este gênero como táxon monotípico durante todo o século XX. Adultos se alimentam de substâncias vegetais fermentadas, retiradas de frutos, ou até em cadáveres de peixes, voando em floresta tropical e subtropical úmida e apresentando reflexos verde-azulados.

## Taxonomia
No ano de 2013, no texto Molecular systematics of the butterfly tribe Preponini (Nymphalidae: Charaxinae), os lepidopterologistas Elena Ortiz-Acevedo e Keith R. Willmott retiraram este gênero da tribo Preponini, através de sequenciamento de DNA; recolocando a única espécie até então descrita, Anaeomorpha splendida, em uma nova tribo denominada Anaeomorphini.

## Identificação de espécies
As duas espécies podem ser identificadas na seguinte chave:
Borboletas, vistas por baixo, apresentando as metades centrais de suas asas, próximas ao corpo do inseto, sem coloração castanho-escurecida; apenas de coloração arenosa mais forte. Ausência total de pequenos ocelos próximos à região final de suas asas posteriores, juntamente com pequenas pontuações brancas. Área delimitando a tonalidade das asas sem uma porção mais clara presente. / Anaeomorpha splendida Rothschild, 1894
Borboletas, vistas por baixo, apresentando as metades centrais de suas asas, próximas ao corpo do inseto, de coloração castanho-escurecida. Presença de pequenos ocelos próximos à região final de suas asas posteriores, juntamente com pequenas pontuações brancas. Área delimitando a tonalidade das asas com uma porção mais clara presente. / Anaeomorpha mirifica Simon & Willmott, 2017